# Hirotaka Mita
Hirotaka Mita (三田 啓貴, Mita Hirotaka) est un footballeur japonais né le 14 septembre 1990. Il évolue au poste de milieu offensif.

## Biographie
- Si vous ne connaissez pas le sujet, laissez ce bandeau (vous pouvez alors contacter les auteurs).
- Si vous supprimez le contenu mis en cause (vous pouvez préalablement contacter les auteurs),

argumentez précisément cette suppression dans la page de discussion
(un manque de référence n'est pas un argument ; une recherche réelle de référence doit avoir été effectuée, être formellement documentée).
Hirotaka MITA est un footballeur japonais doté d'un pied gauche exceptionnel. Il possède également une vision de jeu, une précision de passe et une frappe chirurgicale qui en font de lui un grand milieu de terrain de J-league. C'est un joueur créateur. 
Formé au fc Tokyo et à la célèbre université Meiji, Il a pu jouer avec Andres Iniesta, Lukas Podolski et David Villa lors de son passage au Vissel Kobe. Son surnom est TAMA.

## Palmarès

### En club
- Vissel Kobe
  - Vainqueur de la Coupe du Japon en 2019
  - Vainqueur de la Supercoupe du Japon de football en 2020